# Джулиън Макмеън
Джулиън Дейна Уилям Макмеън (на английски: Julian McMahon) е австралийски актьор и манекен.

## Биография и творчество
Макмеън е роден през 1968 г. в Сидни. Първоначално работи като моден манекен, след което става актьор в телевизията. Придобива популярност с ролите си в сериалите „Чародейките“ и „Клъцни/Срежи“. Играе ролята на Доктор Дуум във филмите „Фантастичната четворка“ (2005) и „Фантастичната четворка и Сребърният сърфист“ (2007).

### Личен живот и смърт
През 1999 г. се жени за актрисата Брук Бърнс, с която се развежда през 2001 г. Имат една дъщеря на име Мадисън, родена на 10 юни 2000. През 2014 г. се жени за приятелката си Кели Паниагуа, с която преди това има връзка от 11 години.
Джулиън Макмеън умира на 2 юли 2025 г. в Клиъруотър (Флорида) на 56-годишна възраст от рак.